# Pape Amadou Diallo
Pape Amadou Diallo (sinh ngày 25 tháng 6 năm 2004) là một cầu thủ bóng đá chuyên nghiệp người Sénégal hiện đang thi đấu ở vị trí tiền đạo cho câu lạc bộ Metz tại Ligue 2 và Đội tuyển bóng đá U-20 quốc gia Sénégal.

## Sự nghiệp thi đấu
Tháng 2 năm 2023, Diallo gia nhập Metz.

## Sự nghiệp thi đấu quốc tế

### Trẻ
Diallo được gọi triệu tập lên đội tuyển U-20 Sénégal chuẩn bị cho Giải vô địch bóng đá U-20 châu Phi 2023. Diallo ghi 2 bàn trong trận gặp Mozambique và giúp đội bóng đánh bại Gambia trong trận chung kết để vô địch giải đấu lần đầu tiên trong lịch sử.

### Chuyên nghiệp
Diallo ghi 2 bàn thắng tại Giải vô địch các quốc gia châu Phi 2022, giúp Sénégal vô địch lần đầu tiên trong lịch sử giải đấu.

## Thống kê sự nghiệp

### Câu lạc bộ
Tính đến 24 tháng 2 năm 2023
| Câu lạc bộ          | Mùa giải            | Giải đấu                        | Giải đấu | Giải đấu | Cúp  | Cúp | Khác | Khác | Tổng cộng | Tổng cộng |
| Câu lạc bộ          | Mùa giải            | Hạng                            | Trận     | Bàn      | Trận | Bàn | Trận | Bàn  | Trận      | Bàn       |
| ------------------- | ------------------- | ------------------------------- | -------- | -------- | ---- | --- | ---- | ---- | --------- | --------- |
| Génération Foot     | 2021–22             | Giải bóng đá Ngoại hạng Sénégal | 19       | 1        | 0    | 0   | 0    | 0    | 19        | 1         |
| Génération Foot     | 2022–23             | Giải bóng đá Ngoại hạng Sénégal | 1        | 0        | 0    | 0   | 0    | 0    | 1         | 0         |
| Génération Foot     | Tổng cộng           | Tổng cộng                       | 20       | 1        | 0    | 0   | 0    | 0    | 20        | 1         |
| Metz 2              | 2022–23             | Championnat National 2          | 0        | 0        | 0    | 0   | 0    | 0    | 0         | 0         |
| Tổng cộng sự nghiệp | Tổng cộng sự nghiệp | Tổng cộng sự nghiệp             | 20       | 1        | 0    | 0   | 0    | 0    | 20        | 1         |

### Quốc tế
Tính đến 24 tháng 2 năm 2023
| Đội tuyển quốc gia | Năm       | Trận | Bàn thắng |
| ------------------ | --------- | ---- | --------- |
| Sénégal            | 2023      | 6    | 2         |
| Tổng cộng          | Tổng cộng | 6    | 2         |

## Bàn thắng quốc tế
Tỷ số và kết quả liệt kê bàn thắng đầu tiên của Sénégal, cột điểm cho biết điểm số sau mỗi bàn thắng của Diallo.
| # | Thời gian           | Địa điểm                                          | Đối thủ    | Ghi bàn | Kết quả | Giải đấu                                |
| - | ------------------- | ------------------------------------------------- | ---------- | ------- | ------- | --------------------------------------- |
| 1 | 22 tháng 1 năm 2023 | Sân vận động 19 tháng 5 năm 1956, Annaba, Algérie | CHDC Congo | 2–0     | 3–0     | Giải vô địch các quốc gia châu Phi 2022 |
| 2 | 31 tháng 1 năm 2023 | Sân vận động Nelson Mandela, Algiers, Algérie     | Madagascar | 1–0     | 1–0     | Giải vô địch các quốc gia châu Phi 2022 |